# Acuerdo de Chin-Doihara

El Acuerdo de Chin-Dohaira (en chino: 秦土协定; japonés: 土肥原・秦徳純協定, romanizado: Doihara-Qín Déchún) fue un tratado que resolvió el Incidente del norte de Chahar del 27 de junio de 1935 entre el Imperio del Japón y la República de China. El acuerdo se hizo entre el negociador del Ejército de Kwantung, Kenji Doihara, en representación de Japón, y el Comandante Adjunto del 29.º Ejército del Kuomintang, el General Qin Dechun (Chin Techun), en representación de China. Resultó en la desmilitarización de Chahar.

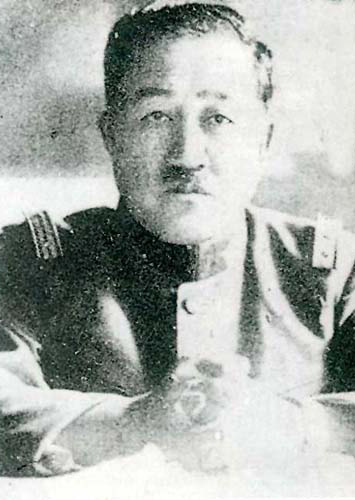
Coronel Doihara Kenji (1883-1948)

## Resultados
Como resultado del Acuerdo de Chin-Doihara, se acordó:
1. El comandante del regimiento que detuvo a los soldados japoneses y el juez defensor de la división en cuestión debían ser destituidos y castigados.
2. Todas las unidades del 29.º Ejército chino debían retirarse de los distritos de la provincia de Chahar al norte de Changpei.
3. El mantenimiento de la paz y el orden debían confiarse al Cuerpo de Preservación de la Paz de la provincia de Chahar.
4. A los chinos no se les permitiría migrar y establecerse en la parte norte de la provincia de Chahar en el futuro.
5. No se permitieron actividades del Kuomintang en la provincia de Chahar.
6. Todas las instituciones y actos antijaponeses fueron prohibidos en la provincia de Chahar.

Como resultado del Acuerdo, Qin se convirtió en jefe del Gobierno Provisional de Chahar.
Al igual que con el Acuerdo de He-Umezu anterior que otorgó a Japón un control virtual sobre la provincia de Hebei, el Acuerdo de Chin-Doihara fue un primer paso en el establecimiento del control japonés sobre el norte de China y Mongolia Interior. El Acuerdo resultó en un considerable sentimiento antijaponés en China y fue una de las causas del Movimiento 9 de diciembre a fines de 1935.